# Boekzeteler Meer
Das Boekzeteler Meer ist ein ostfriesischer Niedermoorsee zwischen Timmel (Gemeinde Großefehn) und Boekzetelerfehn (Gemeinde Moormerland) in Niedersachsen. Die Seefläche selbst gehört zu Moormerland.
Die aktuelle Wasserfläche beträgt 0,13 Quadratkilometer – in Zeiten vor der großräumigen Flächenentwässerung der ostfriesischen Landschaft dürfte es ein Mehrfaches gewesen sein. Der See liegt in einem Übergangsbereich zwischen Marsch und Geest. Er wird von kanalartigen Tiefs, vor allem dem Bagbander Tief durchflossen und ansonsten von Grundwasser gespeist.
Der See wird vom Bezirksfischereiverein für Ostfriesland als Angelgewässer genutzt. 
Die Umgebung ist von Niederungsgrünland und Niedermoor geprägt. Es sind zudem alte Windmühlen und Klappbrücken in der Umgebung des Sees zu finden. Nördlich des Sees wurde Ende des 20. Jahrhunderts mit dem Timmeler Meer ein größerer künstlicher See geschaffen, der dem Tourismus und der Naherholung dient, während das Boekzeteler Meer Bestandteil des Naturschutzgebietes „Fehntjer Tief und Umgebung Süd“ ist.
Westlich des Boekzeteler Meeres lag im Mittelalter die Kommende Boekzetel des Johanniterordens.